# Козакевич Валентин Віталійович
Валенти́н Віта́лійович Козаке́вич — полковник Збройних сил України, учасник російсько-української війни.

## Життєпис
На 2024 рік — начальник протиповітряної оборони 103-ї бригади територіальної оборони.

## Критика
У грудні 2024 року боєць зенітної батареї бригади Роман Соломонюк, який прослужив понад два роки в зоні бойових дій, але потім самовільно залишив частину, звинуватив Валентина Козакевича у саботажі підготовки техніки, незаконному присвоєнні майна військовослужбовців, підриві боєздатності підрозділу ППО і фактичному його знищенні. За його словами, Козакевич прибув в зону бойових дій на початку 2024 року, а до того він перебував тільки у ППД бригади. Він також звинуватив його у некомпетентності, навівши приклади вимог Козакевича: той вимагав у період передислокації з однієї прифронтової області в іншу рухатися колонами в місцях, де була безпосередня загроза ураження ракетно-артилерійським вогнем, вимагав скупчення особового складу в районах, куди росіяни б'ють КАБами, «Шахедами» і ракетами. У червні 2025 року боєць повідомив, що на всі його звернення він не отримав відповіді по суті, а розслідування щодо порушень полковника Козакевича відбувалися з порушеннями та фальшуваннями.

## Нагороди
За особисту мужність і героїзм, виявлені у захисті державного суверенітету та територіальної цілісності України, вірність військовій присязі під час бойових дій та при виконанні службових обов'язків, відзначений — нагороджений
- 13 серпня 2015 року — орденом Богдана Хмельницького III ступеня.